# Dolmen von Peyre Nègre
Der Dolmen von Peyre Nègre liegt direkt neben der Straße nach Naussannes, in einem Feld etwa 650 m nordwestlich der Allée couverte von Blanc, südlich von Beaumont-du-Périgord bei Bergerac im äußersten Süden des Département Dordogne in Frankreich. Dolmen ist in Frankreich der Oberbegriff für neolithische Megalithanlagen aller Art (siehe: Französische Nomenklatur).
Der im Bewuchs schlecht zugängliche Dolmen von Peyre Nègre ist etwa 2,0 Meter hoch. Der große stark abgewitterte Deckstein liegt auf drei großen Stützsteinen, mindestens ein weiterer Stein ist zusammengebrochen.